# Puya serranoensis
Puya serranoensis är en gräsväxtart som beskrevs av Werner Rauh. Puya serranoensis ingår i släktet Puya och familjen Bromeliaceae.
Artens utbredningsområde är Bolivia. Inga underarter finns listade i Catalogue of Life.